# Faglia alpina

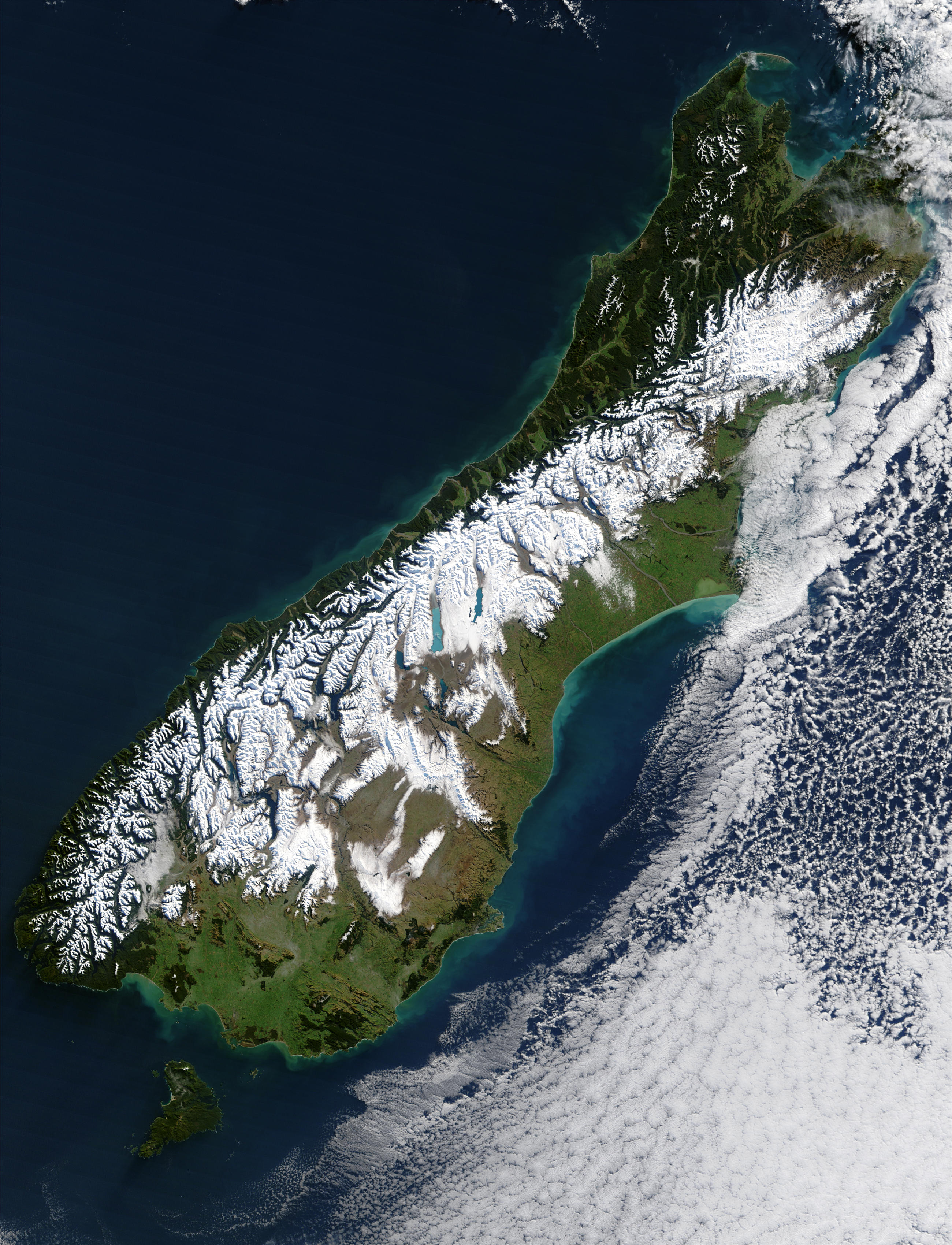
La neve delinea le scarpate formate dalla faglia Alpina lungo il versante nordoccidentale delle Alpi Meridionali, vicino alla costa occidentale dell'Isola del Sud. Questa immagine satellitare mostra le conseguenze di un blizzard che ha colpito l'isola nel luglio del 2003.

Il movimento lungo la faglia Alpina sta deformando il microcontinente della Zealandia, con la parte meridionale (situata sulla placca pacifica) che scorre leggermente sopra la parte nordoccidentale (situata sulla placca indo-australiana).

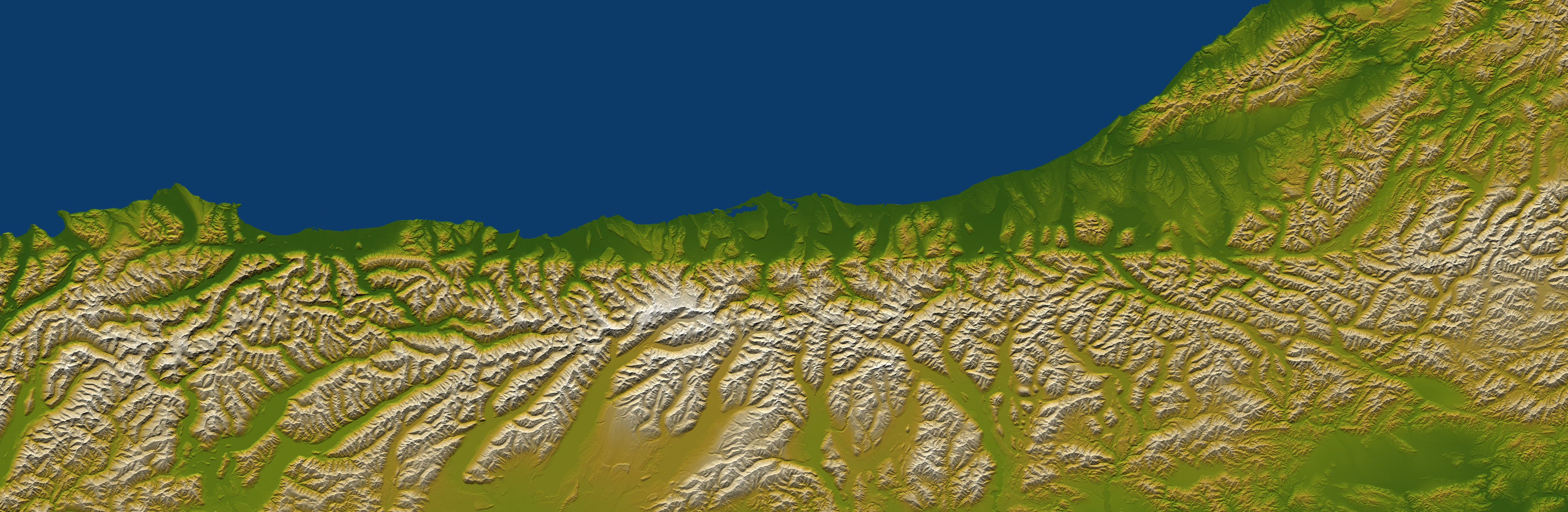
Questa mappa, i cui colori cambiano in base all'elevazione, mostra come la faglia Alpina influenzi la topografia della costa occidentale dell'Isola del Sud. La regione nell'immagine è lunga 495 km ed è mostrata con il lato nordoccidentale rivolto verso l'alto.

La faglia alpina è una faglia trasforme a scorrimento laterale destro lunga circa 850 km che corre attraverso l'intera lunghezza dell'Isola del Sud, in Nuova Zelanda. La faglie forma un margine trasforme tra la placca pacifica e la placca indo-australiana. I terremoti lungo la faglia e i movimenti terrestri ad essi associati hanno portato alla formazione delle Alpi meridionali. L'innalzamento nella regione sudorientale della faglia è dovuto a un elemento di convergenza tra le placche, a testimonianza del carattere transpressivo qui assunto dalla faglia.
Si ritiene che la faglia alpina sia allineata con la zona di faglia di Macquarie in corrispondenza della fossa di Puysegur, al largo dell'angolo sudoccidentale dell'Isola del Sud. Da lì, la faglia Alpina corre lungo il versante occidentale delle Alpi meridionali prima di dividersi in una serie di più piccole faglie trasformi a scorrimento laterale destro, conosciuta come sistema di faglia di Marlborough, a nord del passo di Arthur. Questo insieme di faglie, che include la faglia di Wairau, la faglia di Hope (considerata essere la continuazione principale delle faglia Alpina), la faglia di Awatere e la faglia di Clarence, trasferisce il moto di spostamento dalla faglia Alpina, a sud, alla fossa di Hikurangi, a nord.
Il tasso di scorrimento medio nella regione centrale della faglia è di circa 30 mm/anno, piuttosto veloce se rapportato alle velocità di altre faglie simili.

## Movimenti principali
Negli ultimi mille anni ci sono stati quattro movimenti di intensità tale da causare terremoti con una magnitudo di circa 8. Fino a poco tempo fa si riteneva che questi eventi fossero databili approssimativamente agli anni 1100, 1430, 1620 e 1717, con un intervallo quindi tra i 100 e i 350 anni. Si ritiene tra l'altro che il terremoto del 1717 abbia coinvolto una frattura nella zona meridionale della faglia lunga circa 400 km e, dato il tempo passato da allora, diversi ricercatori pensano che un evento del genere possa ripetersi oggi in qualunque momento. Ricerche più recenti condotte dall'Università di Otago e dall'Organizzazione australiana per la tecnologia e la scienza nucleare hanno corretto le date dei terremoti precedenti a quello del 1717 portandole rispettivamente a: un anno tra il 1064 e il 1120 (invece del 1100), un anno tra il 1374 e il 1405 (invece del 1430) e un anno tra il 1535 e il 1596 (invece del 1620), e hanno inoltre individuato un altro terremoto avvenuto tra gli anni 887 e 965.
Basandosi su ricerche effettuate su sedimenti raccolti a Hokuri Creek, vicino al lago McKerrow, nel Fiordland settentrionale, alcuni ricercatori del GNS Science hanno stilato una linea temporale di 8.000 anni comprendente i 24 più intensi terremoti avvenuti lungo la faglia. Da questo studio si evince come la faglia risulti, sismologicamente parlando, piuttosto costante, con fratture di elevata intensità che hanno luogo in media ogni 330 anni con un intervallo minimo di 100 anni e massimo di 510.
Grandi fratture possono innescare terremoti anche nelle faglie situate a nord della faglia Alpina. Ci sono infatti prove di tsunami sviluppatisi almeno due volte negli ultimi 1.000 anni in seguito a rotture quasi simultanee avvenute sulla faglia Alpina e sulla faglia di Wellington, nell'Isola del Nord.

## Terremoti in tempi recenti
La faglia Alpina e il suo prolungamento settentrionale, ossia il sistema di faglia di Marlborough, sono stati responsabili di terremoti piuttosto intensi anche in tempi recenti: 
- 1848 – Marlborough, magnitudo stimata = 7,5
- 1888 – North Canterbury, magnitudo stimata = 7,3
- 1929 – Arthur's Pass, magnitudo stimata = 7,1
- 1929 - Murchison, magnitudo stimata = 7,8
- 1968 – Inangahua, magnitudo stimata = 7,1
- 2003 – Fiordland, magnitudo stimata = 7,1
- 2009 – Fiordland, magnitudo stimata = 7,8